# Wilsoniella crispidens
Wilsoniella crispidens är en bladmossart som beskrevs av C. Müller och Brotherus 1897. Wilsoniella crispidens ingår i släktet Wilsoniella och familjen Ditrichaceae. Inga underarter finns listade i Catalogue of Life.